# البهالة (سيدي امحمد الشلح)
البهالة هو دُوَّار يقع بجماعة سيدي امحمد الشلح، إقليم سيدي قاسم، جهة الرباط سلا القنيطرة في المملكة المغربية. ينتمي الدوّار لمشيخة سيدي امحمد الشلح التي تضم 8 دواوير. يقدر عدد سكانه بـ 626 نسمة حسب الإحصاء الرسمي للسكان والسكنى لسنة 2004.

## روابط خارجية
- البوابة الوطنية للجماعات الترابية
- المندوبية السامية للتخطيط